# Национальный парк Комоэ
Ко́моэ — национальный парк в северо-восточной части Кот-д’Ивуара. Основан в 1977 году, внесён ЮНЕСКО в Список Всемирного наследия и во всемирную сеть биосферных резерватов в 1983 году.
Парк расположен в области Занзан между реками Комоэ и Буной к востоку от парка, а также к западу от реки Чёрная Вольта, которая образует границу в этой области между Кот-д’Ивуаром и Буркина-Фасо. Парк изначально был включён в список Всемирного наследия из-за разнообразия растений по берегам реки Комоэ, включая нетронутые участки влажных тропических лесов, которые обычно можно найти только дальше к югу. Ввиду наличия хорошо эродированной равнины между двух больших рек земли в этом районе имеют плодородную почву и водный режим обеспечивает более богатое биоразнообразиее, чем в окружающих районах. В 2003 году он был включен в список объектов Всемирного наследия, находящихся под угрозой, — из-за браконьерства, чрезмерного выпаса скота в парке и отсутствия должного управления.
На территории парка расположена серия хребтов и гранитных выступов. Высота над уровнем моря колеблется от 119 до 658 метров над уровнем моря.
Поймы вдоль реки Комоэ в Национальном парке Комоэ создают сезонные луга, которые являются пастбищами для популяции бегемотов. Кроме этого, все три существующих вида африканских крокодилов, нильский крокодил, африканский узкорылый крокодил и тупорылый крокодил, живут в различных районах парка, а перелётные птицы используют его сезонные водно-болотные угодья. На территории парка обитают такие редкие виды животных как бурощёкий калао, златошлемный калао, мартышка диана, саванный слон, гиеновидная собака, кафрская африканская дрофа, тупорылый крокодил, обыкновенный шимпанзе.